# Angiospérmicas basais

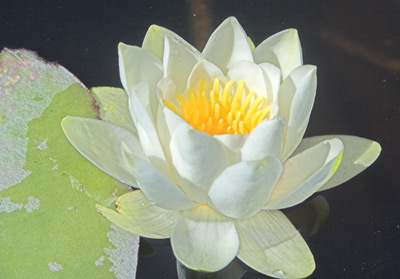
Nymphaea alba, da ordem Nymphaeales.

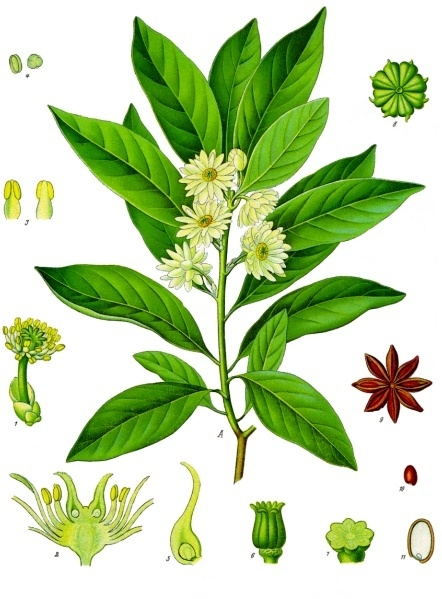
Illicium anisatum, da ordem Austrobaileyales.

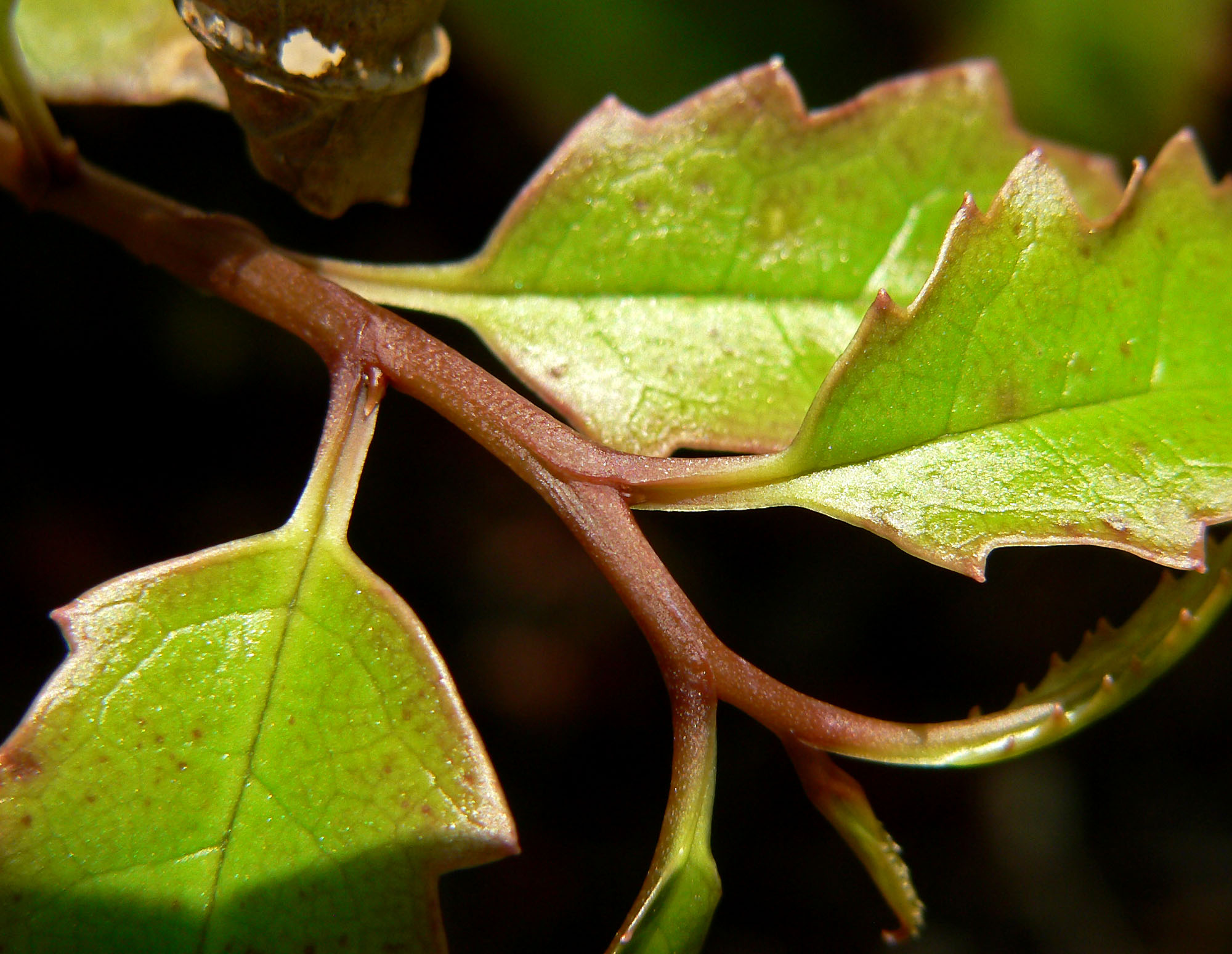
Amborella, da ordem Amborellales.

Angiospérmicas basais são um grado de plantas com flor que divergiram da linhagem que deu origem à maioria das angiospermas. Integrando as angiospérmicas mais basais, o grupo é denominado de grado ANA, por ser composto pelas ordens: Amborellales (uma única espécie de arbusto da Nova Caledónia); Nymphaeales (lírios-de-água e outras plantas aquáticas); e Austrobaileyales (plantas lenhosas aromáticas). Apesar de ser um agrupamento parafilético, o sistema APG IV aceita o grupo ANA, considerando-o como integrando três ordens (Amborellales, Nymphaeales e Austrobaileyales).

## Descrição
As «angiospérmicas basais», «plantas com flores basais» ou «dicotiledóneas basais», são um grupo parafilético constituído por três ordens basais em relação às restantes angiospermicas (as ordena Amborellales, Nymphaeales e Austrobaileyales). 
Anteriormente, antes da sequenciação do ADN, as plantas com flor eram divididas em dicotiledóneas e monocotiledóneas, como, por exemplo, no sistema de Cronquist. No entanto, os métodos filogenéticos modernos mostram que as monocotiledóneas evoluíram no seio das dicotiledóneas, constituindo estas últimas um grupo parafilético. O grupo das tricolpadas (as Eudicotyledoneae, as «verdadeiras dicotiledóneas») foi, portanto, criado como um grupo irmão monofilético das monocotiledóneas, tambem um grupo monofilético. As antigas dicotiledóneas que "sobraram" constituem assim o "grupo abandonado", parafilético, de angiospérmicas basais.
Não há consenso sobre a designação deste grupo. Alguns dividem as antigas dicotiledóneas (as dicotiledóneas) em "basais" e "verdadeiras", outros vêem-no na perspetiva de todas as angiospérmicas (plantas com flor) e usam o termo "angiospérmicas basais/plantas com flor". Agrupando as angiospérmicas mais basais, este grupo parafilético +e também referidos como o grado ANA, nome que deriva de ser composta pelo género Amborella (com uma única espécie de arbusto, endemismo da Nova Caledónia) e pelas ordens Nymphaeales (nenúfares, juntamente com algumas outras plantas aquáticas) e Austrobaileyales (plantas aromáticas lenhosas, incluindo o anis-estrelado). O grupo foi conhecido por ANITA, acrónimo que advinha de Amborella, Nymphaeales e Illiciales, Trimeniaceae-Austrobaileya, mas a generalidade dos autores encurtaram a designação para grado ANA tendo em conta as iniciais das três ordens que agora o integram (Amborellales, Nymphaeales e Austrobaileyales), pois a ordem Illiciales foi reduzida à família Illiciaceae e colocada, juntamente com a família Trimeniaceae, dentro da ordem Austrobaileyales de acordo com o Angiosperm Phylogeny Group (no sistema APG IV).
As angiospérmicas basais são as plantas com flor que divergiram muito cedo da linhagem que deu origem à maioria das angiospermas. O grupo deve ter surgido no início do período Cretáceo, a julgar pelos fósseis conhecidos do período Barremiano correspondentes às espécies Montsechia vidalii, Pseudoasterophyllites cretaceus e espécimes correspondentes ao género Ceratophyllum, bem como outros espécimes identificados como Nymphaeales.
As angiospérmicas basais são compostas por apenas algumas centenas de espécies, comparando com as centenas de milhares de espécies de eudicotiledóneas, monocotiledóneas ou magnoliídeas. Divergiram das angiospérmicas ancestrais antes de os cinco grupos que compõem as mesangiospérmicas divergiram entre si.
Amborella, Nymphaeales e Austrobaileyales, nesta ordem, são basais a todas as outras angiospérmicas, como se mostra no seguinte cladograma:
|  | Nymphaeales                                                          |
|  |                                                                      |
|  | \| \| Austrobaileyales \| \| \| \| \| \| Mesangiospermae \| \| \| \| |
|  |                                                                      |
|  | Austrobaileyales                                                     |
|  |                                                                      |
|  | Mesangiospermae                                                      |
|  |                                                                      |

|  | Austrobaileyales |
|  |                  |
|  | Mesangiospermae  |
|  |                  |

|  | Nymphaeales                                                          |
|  |                                                                      |
|  | \| \| Austrobaileyales \| \| \| \| \| \| Mesangiospermae \| \| \| \| |
|  |                                                                      |
|  | Austrobaileyales                                                     |
|  |                                                                      |
|  | Mesangiospermae                                                      |
|  |                                                                      |

|  | Austrobaileyales |
|  |                  |
|  | Mesangiospermae  |
|  |                  |

O sistema APG IV consagra a seguinte composição para as «angiospérmicas basais»:
- Amborellales Melikyan et al.
  - Amborellaceae Pichon, nom. cons.
- Nymphaeales Salisb. ex Bercht. & J.Presl
  - Hydatellaceae U.Hamann
  - Cabombaceae Rich. ex A.Rich., nom. cons.
  - Nymphaeaceae Salisb., nom. cons.
- Austrobaileyales Takht. ex Reveal
  - Austrobaileyaceae Croizat, nom. cons.
  - Trimeniaceae Gibbs, nom. cons.
  - Schisandraceae Blume, nom. cons.

Ao longo dos anos, o grupo, embora com algumas variantes em termos de composição, foi tendo outras designações, entre as quais:
- Paleodicotiledóneas (por vezes paleodicots ou «palaeodicots»),[10][11] um nome informal usado em botânica sistemática para designar as angiospérmicas que não são monocotiledóneas ou eudicotiledóneas. Algumas das espécies integradas nas paleodicots partilham caracteres aparentemente plesiomórficos com as monocotiledóneas, por exemplo, feixes vasculares dispersos, flores trímeras e pólen não tricolpado. As «paleodicots» não são um grupo monofilético e o termo não foi amplamente adotado.  O sistema APG IV não reconhece um grupo chamado "paleodicots", mas atribui estas dicotiledóneas precoces a várias ordens e famílias: Amborellaceae, Nymphaeaceae (incluindo Cabombaceae), Austrobaileyales, Ceratophyllales (não incluída entre as "paleodicots" por Leitch et al. 1998), Chloranthaceae, e o clado magnoliid (ordens Canellales, Piperales, Laurales, e Magnoliales).[12] Investigação subsequente adicionou Hydatellaceae às «paleodicots».[13]
- Magnoliidae sensu Cronquist 1981, correspondente a «paleoedicots» minus Ranunculales e Papaverales e a Magnoliidae sensu Takhtajan 1980.
- O termo "paleo-herbáceo" (ou paleo-herb) é outro termo mais antigo para designar plantas com flor que não são nem eudicots nem monocots.[14]

## Galeria

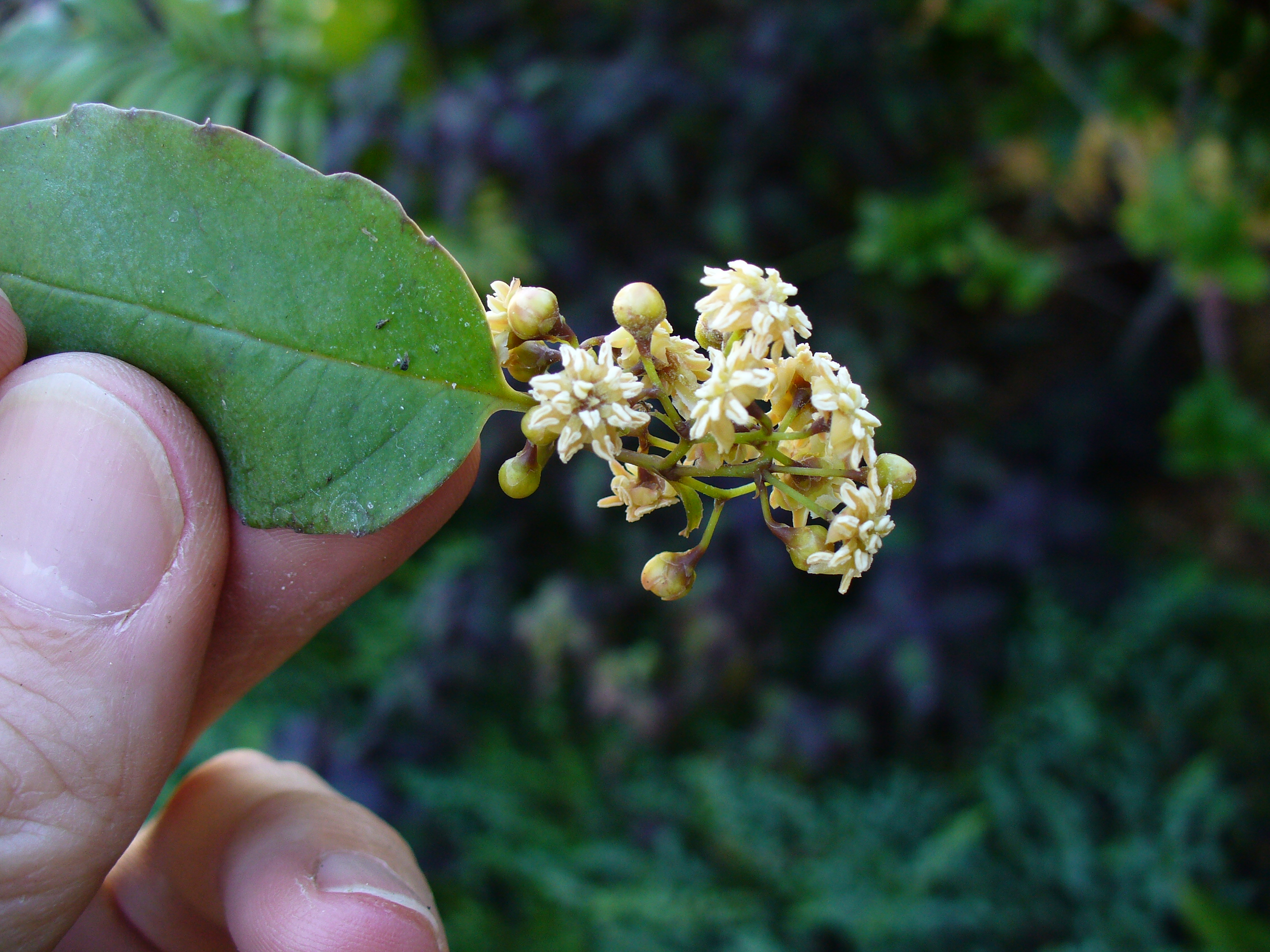
Flor masculina de Amborella.
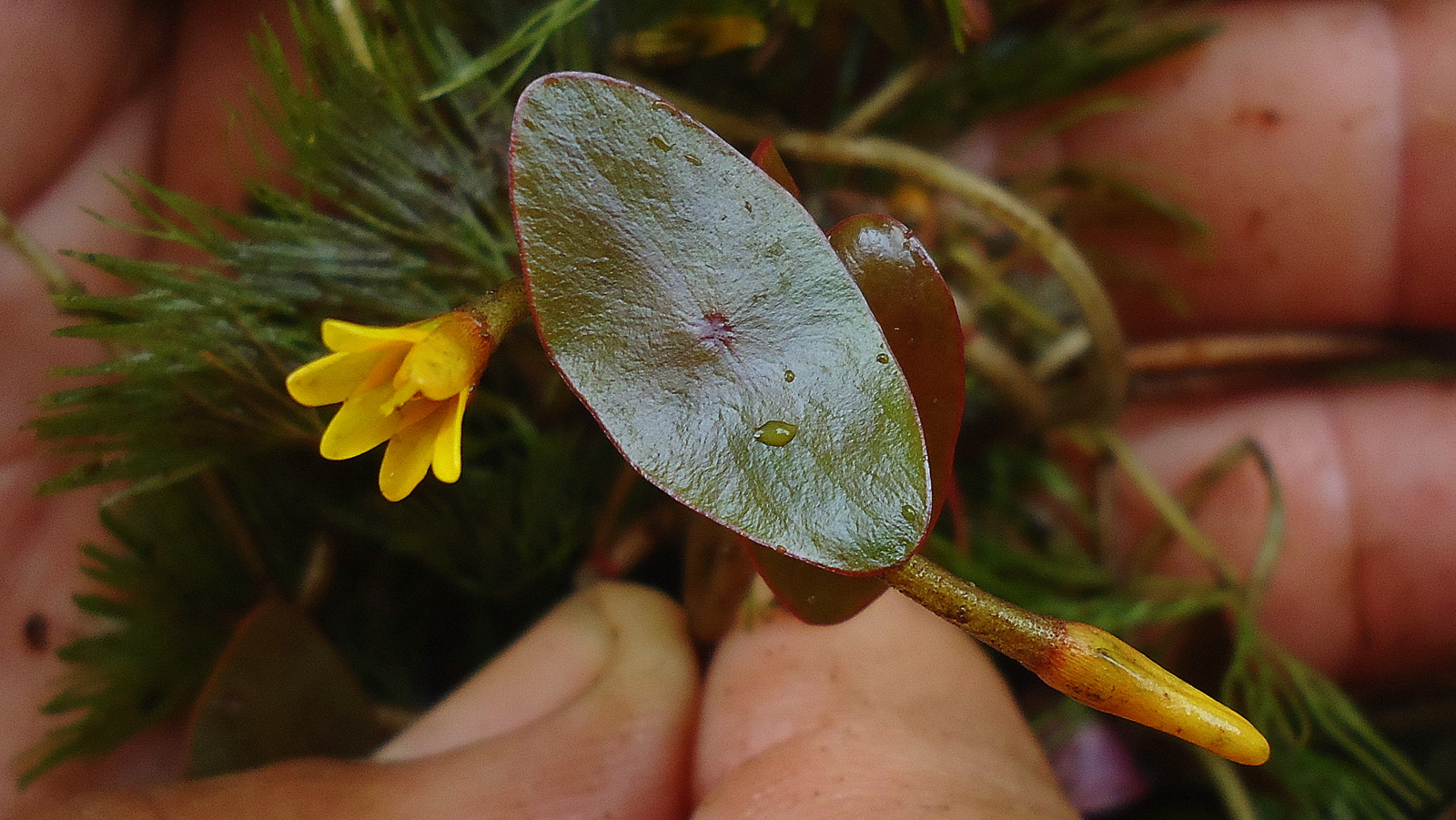
Cabomba aquatica.
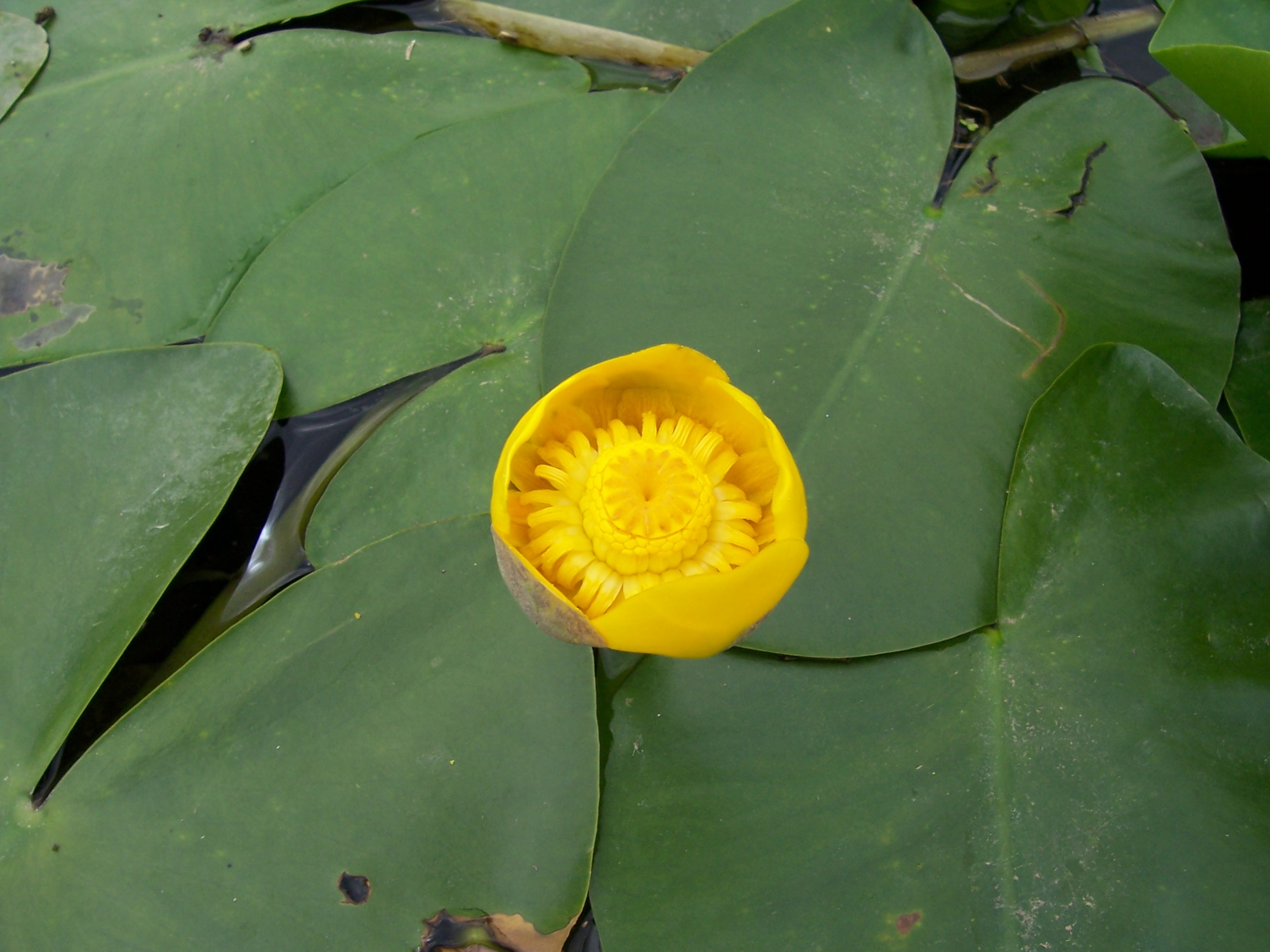
Nuphar lutea.
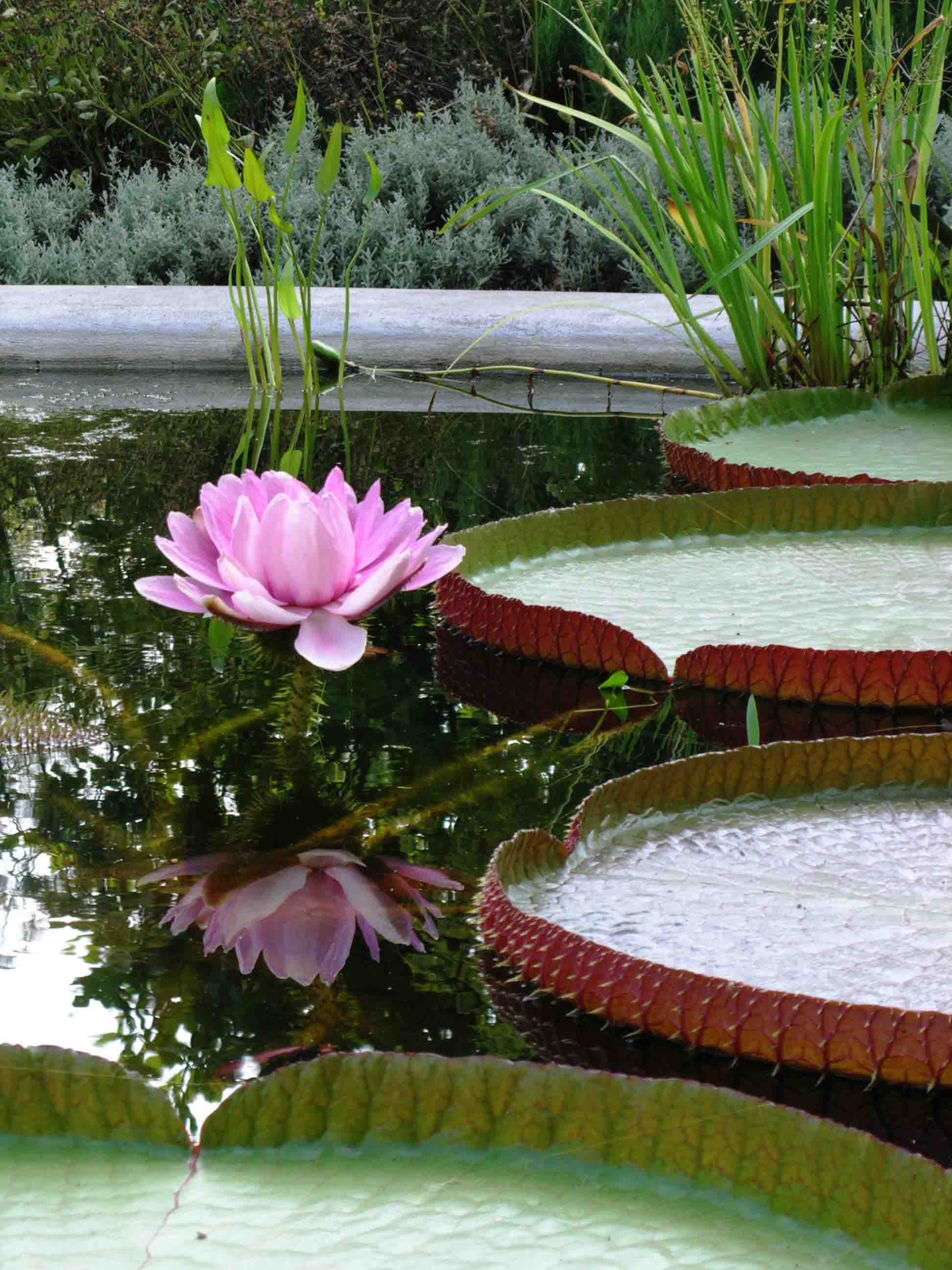
Victoria amazonica (victoria régia) em flor.
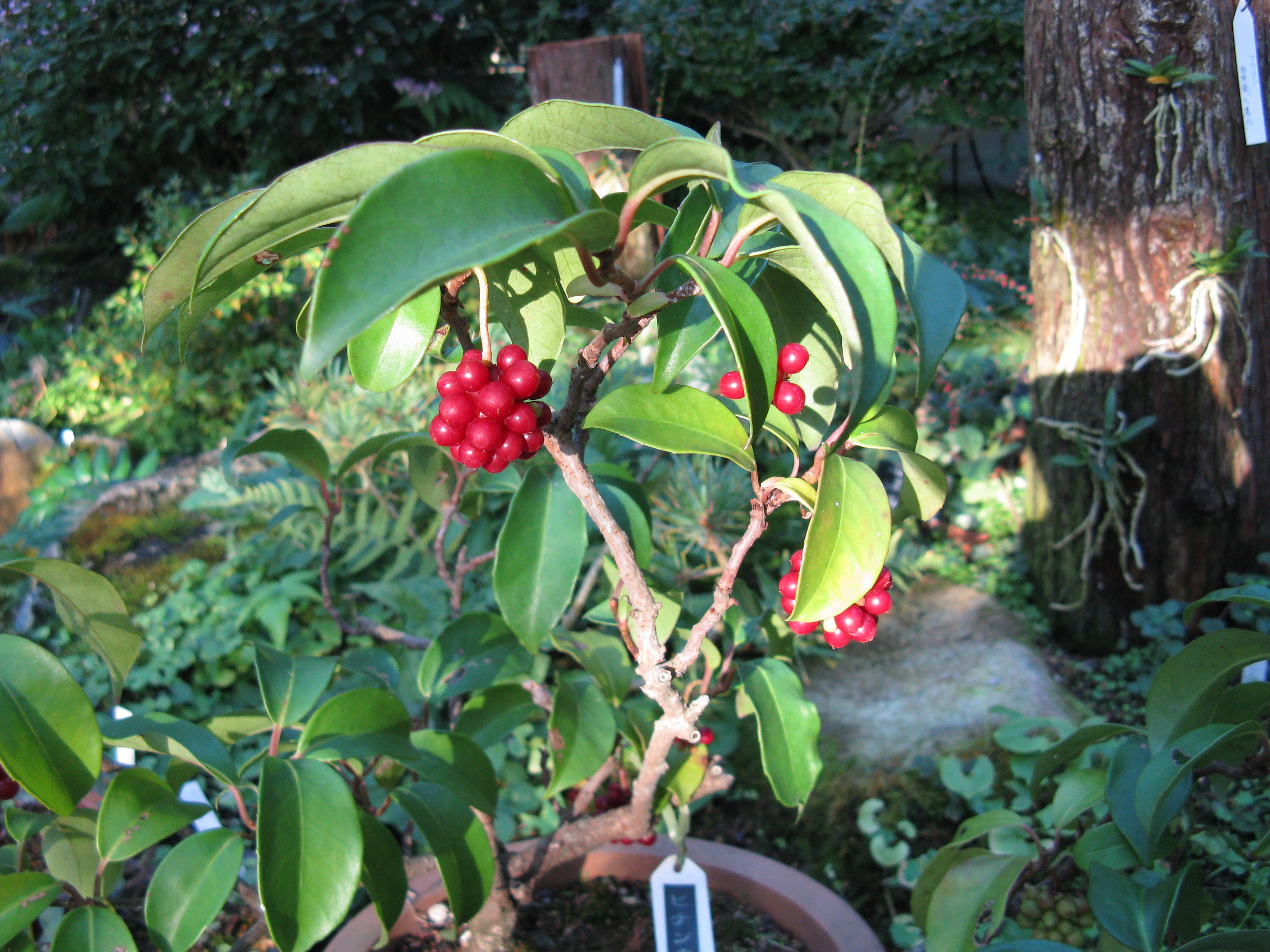
Kadsura japonica.